# Nicolas Strodel
Nicolas Strodel (* 24. November 1998 in Buchloe) ist ein deutscher Eishockeyspieler, der seit Januar 2021 beim HC Landsberg in der Eishockey-Oberliga spielt.

## Karriere
Nicolas Strodel machte seine ersten Erfahrungen in der Schüler-Bundesliga beim ESV Kaufbeuren in der U16-Mannschaft von 2011 bis 2014. Ab der Saison 2014/2015 stand er in der deutschen Nachwuchsliga bei der Düsseldorfer EG unter Vertrag. In der Saison 2017/2018 war er in Österreich für die RedBull-Hockey Juniors in der Alps Hockey League aktiv und spielte für die deutsche U20-Nationalmannschaft bei der U20-Weltmeisterschaft. In der Saison 2018/2019 war er in der DEL2 beim EC Bad Nauheim aktiv, in der Saison 2019/20 bei den Lausitzer Füchsen in derselben Liga.
Ab der Saison 2020/21 spielte Strodel beim ECDC Memmingen in der Oberliga Süd.